# Ami Nakashima
Pour les articles homonymes, voir Nakashima.
 Ami Nakashima  (中島麻未, Nakashima Ami, née le 11 mai 1988 à Minoh, au Japon), plus connue sous le nom de scène Ami, est une chanteuse et danseuse japonaise. Elle est membre des groupes Dream et E-girls. Elle a également fait partie auparavant du duo a☆girls avec Kayo Aiko. Elle est le premier membre des E-girls à avoir débuté en solo en 2015. Pour ses activités en solo, elle utilise le nom de scène Dream Ami.

## Discographie

### En solo
Singles
- 29/07/2015 : Dress wo Nuida Cinderella
- 20/04/2016 : Try Everything
- 19/10/2016 : Lovefool -好きだって言って-
- 22/03/2017 : Hayaku Aitai (はやく逢いたい)
- 12/07/2017 : Kimi no tonari (君のとなり)
- 18/04/2018 : Amaharu (アマハル)
- 2018: Wonderland

### Avec Dream
Albums
- 26/02/2003 : Dream World
- 10/03/2004 : ID
- 29/09/2004 : 777 ~Best of Dreams~ (reprises / best of)
- 08/12/2004 : Dream Meets Best Hits Avex (reprises)
- 09/03/2005 : 777 ~Another Side Story~ (reprises / compilation)
- 27/07/2005 : Natsuiro (ナツイロ) (mini-album)
- 21/12/2005 : Boy Meets Girl (mini-album)
- 01/01/2007 : 7th Anniversary Best (best of)
- 01/01/2007 : Greatest Live Hits (live)
- 30/03/2007 : Complete Best (best of)
- 27/06/2007 : DRM (mini-album de DRM)
- 24/11/2010 : Hands Up!

Singles
- 13/02/2003 : Music Is My Thing
- 10/09/2003 : I Love Dream World
- 25/02/2004 : Identity -Prologue-
- 04/08/2004 : Pure
- 11/08/2004 : Love Generation
- 02/03/2005 : Soyokaze no Shirabe / Story
- 07/01/2008 : Touchy Touchy (single digital de DRM)
- 07/02/2008 : Electric (single digital de DRM)
- 07/03/2008 : Tasty (single digital de DRM)
- 07/04/2008 : To You (single digital de DRM)
- 09/09/2009 : Perfect Girls / To the Top (single "indie")
- 01/03/2010 : Breakout (single "indie")
- 18/08/2010 : My Way ~ULala~
- 06/10/2010 : Ev'rybody Alright!
- 13/04/2011 : To You... (single digital)
- 30/11/2011 : Dreaming Girls (single digital)
- 29/05/2013 : Only You
- 09/10/2013 : Wanna Wanna Go! (single digital)
- 05/11/2014 : Darling (ダーリン?)
- 11/02/2015 : Konna ni mo (こんなにも?)
- 18/11/2015 : Blanket Snow (ブランケット・スノウ?)

### Avec E-girls
Singles
- 28/12/2011 : Celebration!
- 18/04/2012 : One Two Three
- 03/10/2012 : Follow Me
- 20/02/2013 : THE NEVER ENDING STORY
- 13/03/2013 : Candy Smile
- 02/10/2013 : Gomen Nasai no Kissing You (ごめんなさいのKissing You)
- 20/11/2013 : Kuru Kuru (クルクル)
- 26/02/2014 : Diamond Only

## Filmographie
Drama
- 2013: Monsieur! (CBC) (Ami, ep. 10)

Anime
- 2015 : Chibi Maruko-chan (ちびまる子ちゃん) Épisode Spécial 25e Anniversaire (Fuji TV) (son propre rôle)

Film
- 2016 : Zootopie (Gazelle, doublure japonaise)